# Otto Scholderer
Otto Scholderer, född den 25 januari 1834 i Frankfurt am Main i Tyskland, död den 22 januari 1902 i samma stad, var en tysk konstnär. Scholderer var förutom i sitt hemland verksam i Frankrike och England under 1800-talets andra hälft och räknas som en av de viktigaste företrädarna för det tyska realistiska måleriet.

## Biografi
Scholderers far Johann Christoph Scholderer var lärare, och under en period rektor, vid Musterschule i Frankfurt am Main. Scholderers mor Jakobea Marie Emilie, född Kiefhaber, var köpmansdotter. Scholderer hade två bröder och en syster. Mellan 1839 och 1849 var han elev vid Musterschule i Frankfurt am Main. I oktober 1849 påbörjade han konststudier vid Städelsches Kunstinstitut, där han undervisades av bland andra konsthistorikern Johann David Passavant, konstnären Jakob Becker, samt arkitekten och landskapsmålaren Friedrich Eugen Peipers. Scholderer avslutade sina studier vid Städelsches Kunstinstitut i februari 1857.
Under åren 1857-1871 var Scholderer under långa perioder bosatt i Paris, där han fördjupade sina kunskaper om franskt måleri och lärde känna konstnärer som Henri Fantin-Latour och Gustave Courbet.
1871 gifte sig Scholderer med Luise Steuerwaldt och bosatte sig tillsammans med henne i London. I England arbetade Scholderer i början av 1870-talet som grafiker vid tidskriften Little Folks. Han fortsatte att måla och deltog i utställningar i bland annat London, Birmingham, Glasgow, Liverpool och Manchester. 1884 blev han engelsk medborgare och startade en konstskola för flickor.
1889 flyttade Scholderer och hans hustru tillbaka till Tyskland och bosatte sig i Scholderers hemstad Frankfurt am Main. Scholderer plågades under de sista åren av sitt liv av sviktande hälsa. Han avled den 22 januari 1902 i Frankfurt am Main.

## Galleri

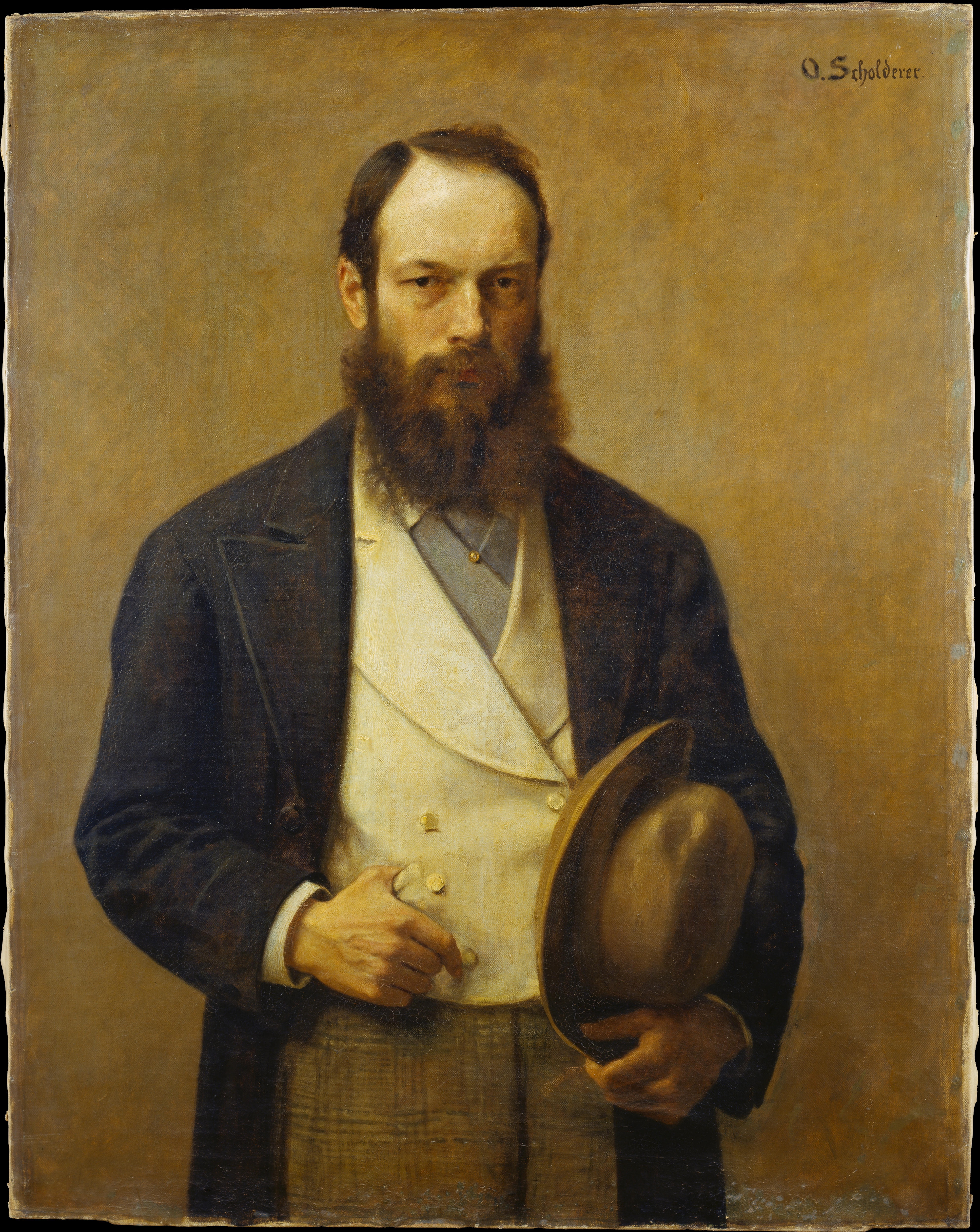
Självporträtt 1875–76
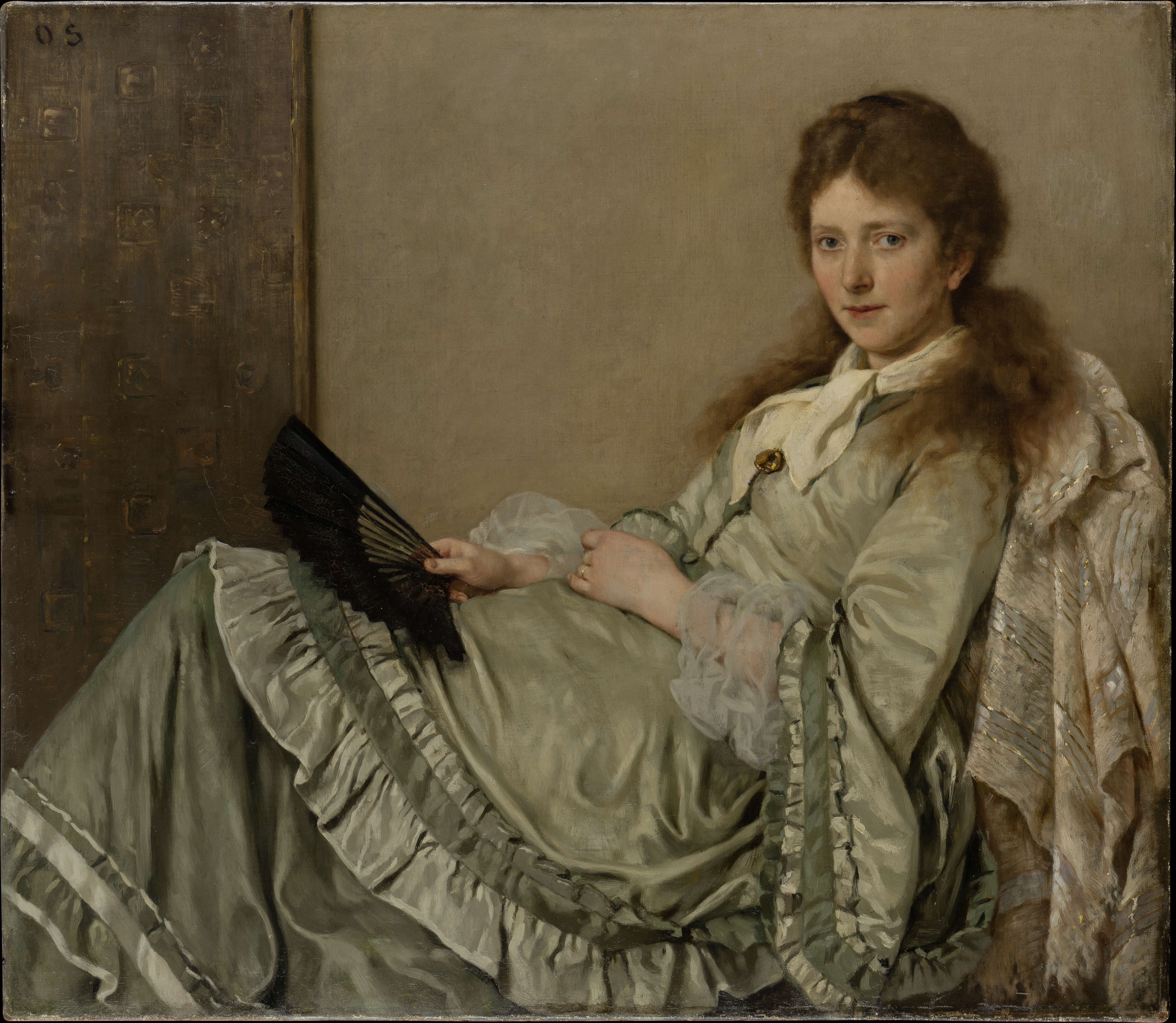
Luise Scholderer på ottomanen
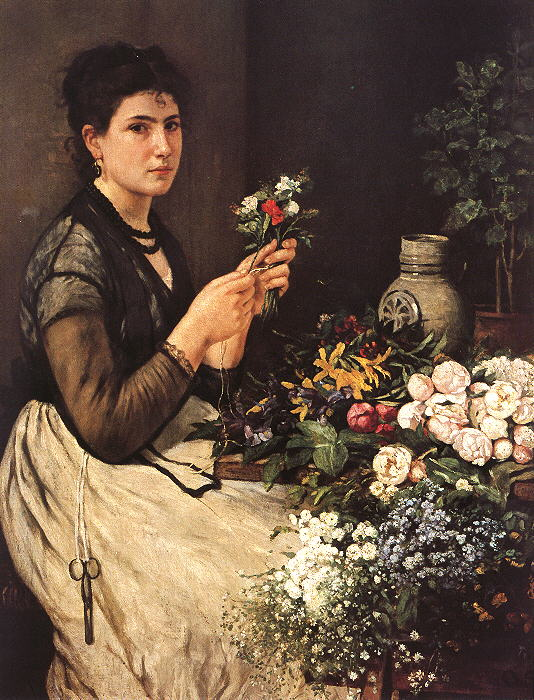
Bukettbinderska
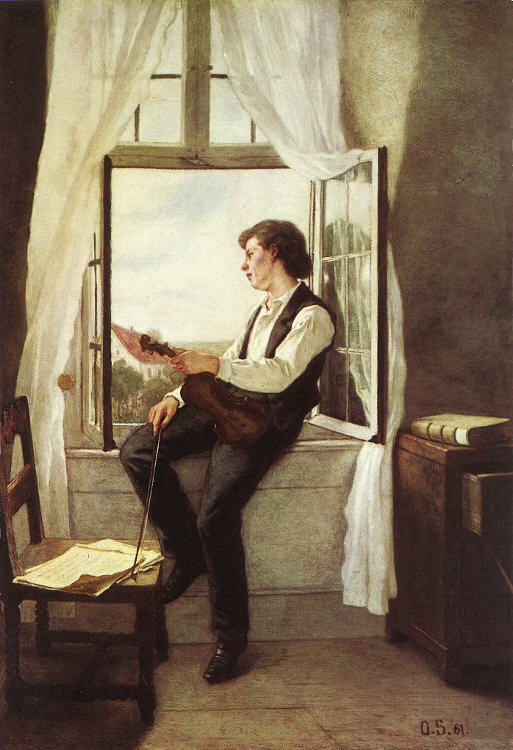
Violinisten vid fönstret
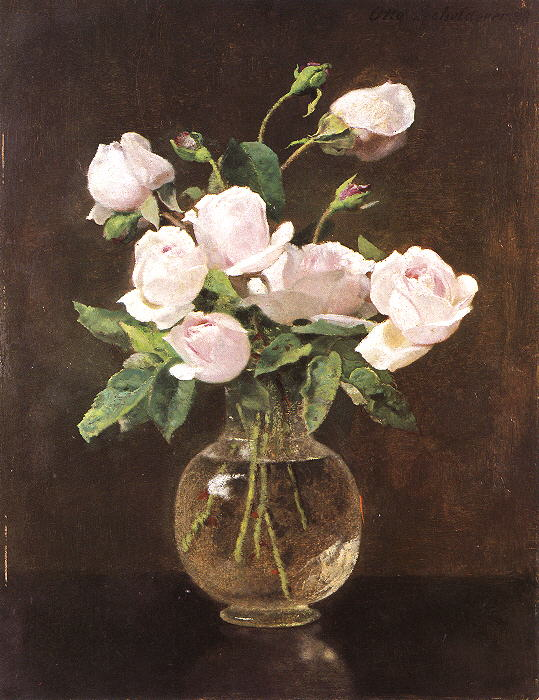
Rosor i vas